# Catharina Schenkel

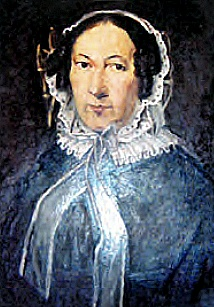
Catharina Schenkel

Catharina Schenkel (* 10. Januar 1774 in Schleiden; † 9. Mai 1852 in Düren; geboren als Lucia Catharina Barbara Schoeller) war eine Stifterin in Düren. Sie war die Tochter des Schleidener Eisenhüttenbesitzers Johann Arnold Schoeller und dessen Ehefrau Lucia Katharina Schoeller geb. Peuschen. Sie heiratete den Kaufmann und Unternehmer Rudolf Schenkel.

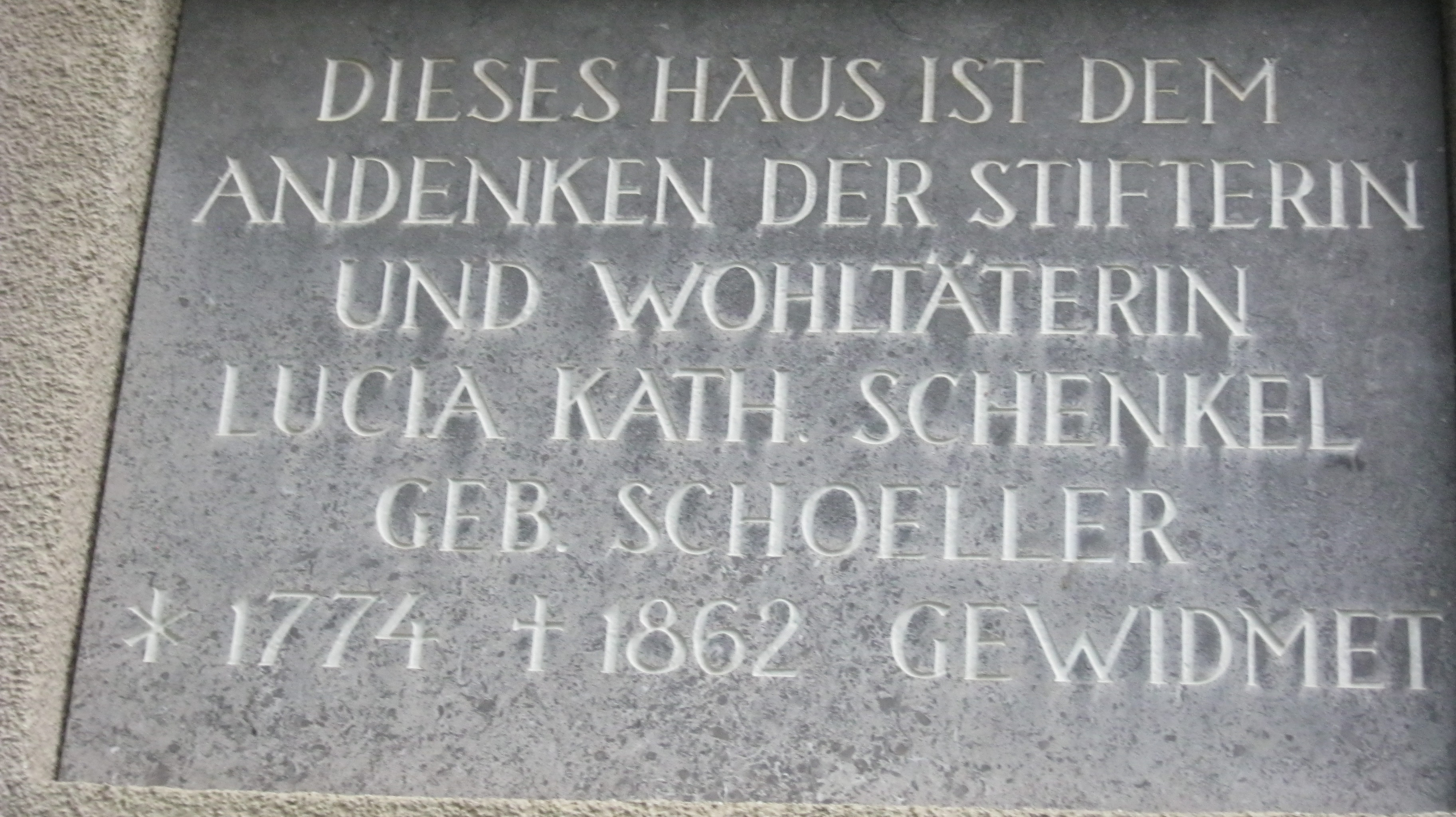
Gedenktafel

In ihrem 1852 aufgesetzten Testament vermachte sie den Armen der Stadt 10.000 Taler. Der reformierten Gemeinde in Düren stiftete sie den Disternicher Hof mit der Schenkenburg.
Zur Versorgung für „alte, brave und fleißige Familien“ stiftete Catharina Schenkel:
- 120 Morgen Land in Büsdorf,
- die Hälfte von 229 Morgen 163 Ruten 30 Fuß Land vom Kloster St. Antoni Gartzem bei Zülpich,
- 53 Morgen und 27 Ruten Waldungen vom Kloster St. Antoni Gartzem bei Zülpich,
- 42 Morgen und 2 Pinten im Golzheimer Feld,
- ein Viertel der Gebäude des ehemaligen Jesuitenkollegs, wo kostenlose Wohnungen für alte Leute gebaut werden sollten

Nach heutigen Maßen sind das mehr als 80 Hektar Fläche, also ein enormes Vermögen. Die Stiftung erhielt den Namen Schenkel-Schoeller’sche Versorgungsanstalt.
Nach dem Zweiten Weltkrieg tauschte die evangelische Gemeinde das Gelände des ehemaligen Jesuitenkollegs gegen ein 14 Morgen großes Areal an der Allee nach Burgau. Dort – heute zu Niederau gehörend – wurde ein Altenheim gebaut, das evangelische Schenkel-Schoeller-Stift.
Zur Erinnerung an Catharina Schenkel geb. Schoeller ist am 1956–1957 erbauten Wohnhaus Girbelsrather Straße 37 eine Gedenktafel angebracht.